# Live (album Dune)
Live – trzeci album grupy muzycznej Dune. Jest to album koncertowy zawierający kompozycje głównie z drugiego albumu, aczkolwiek w rozszerzonych wersjach. Na płycie znajdują się również intro "Hallo Rastatt", utwory z  pierwszego albumu "Hardcore Vibes" i "Can't Stop Raving oraz "Verena's Birthday Party" z okazji 21 urodzin  wokalistki.

## Lista utworów
1. Hallo Rastatt           0:28
2. Hand In Hand            6:09
3. Can't Stop Raving       5:51
4. Around The World        5:16
5. Rainbow To The Stars    7:25
6. Rising                  0:27
7. Million Miles From Home 4:23
8. Hardcore Vibes          5:57
9. Expedicion              5:47
10. Verena's Birthday Party 1:06